# Joseph Allen Stein

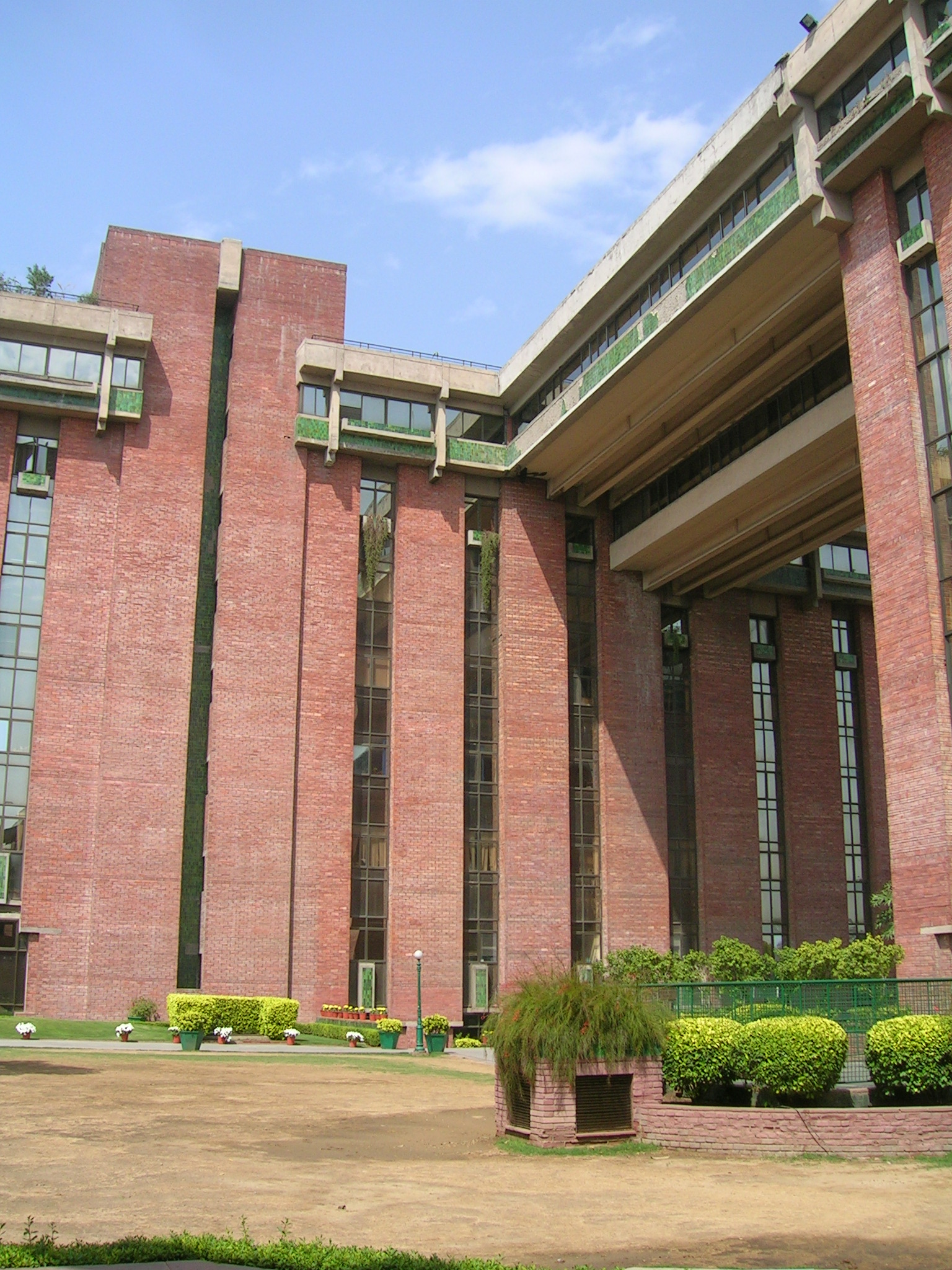
India Habitat Centre (1959–1962), Nueva Delhi

Joseph Allen Stein (Omaha, Nebraska, 10 de abril de 1912-Raleigh, Carolina del Norte, 14 de octubre de 2001) fue un arquitecto racionalista estadounidense. Realizó buena parte de su obra en la India.

## Trayectoria
Estudió en la Universidad de Illinois (1930-1933), la École nationale supérieure des Beaux-Arts de París (1933) y la Cranbrook Academy of Art en Bloomfield Hills, Michigan (1935-1936). En sus inicios trabajó en Nueva York para Ely Jacques Kahn y en Los Ángeles para Richard Neutra (1939-1941) y Gregory Ain (1940-1942). En 1945 abrió su propio despacho en San Francisco, en el que proyectó diversas casas (residencia Ginzton en Los Altos Hills, 1946; residencia Smith en Mill Valley, 1950) y la cooperativa de viviendas Ladera (1944-1949, con John Funk y Garrett Eckbo).
Por recomendación de Neutra fue contratado como director de la Escuela de Ingeniería de Bengal en Calcuta, India (1952-1955). Abrió entonces un despacho en Nueva Delhi y trabajó en diversas asociaciones, la más relevante la de Stein, Doshi & Bhalla (1977-1995). En la India fue autor del Centre for the Arts (1957-1977), la Tata Iron and Steel Township en Jamshedpur, Bihar (1959), el India International Centre (1958-1962), la American International School (1960-1962), el edificio de la Ford Foundation (1966-1968, con Garrett Eckbo), el Kashmir Conference Centre en Srinagar (1977-1984, con Balkrishna Doshi), el edificio de la Unicef en Nueva Delhi (1981), el India Habitat Centre (1988) y el World Wildlife Fund Building en Nueva Delhi (1990).
Su obra principal, el India International Centre, es una excelente muestra de integración entre la arquitectura moderna y el lenguaje tradicional del país: construido en hormigón, cemento, piedra, baldosas y mosaico, con jalis o pantallas de cemento para filtrar la luz natural, el edificio se integra de forma armónica en el entorno circundante, ya que está próximo a los jardines y las ruinas mogolas de Lodhi.
En 1992 recibió el premio Padma Shri en ciencia e ingeniería otorgado por el gobierno indio.